# Lijst van landen in 1912
Hieronder volgt een lijst van landen van de wereld in 1912.

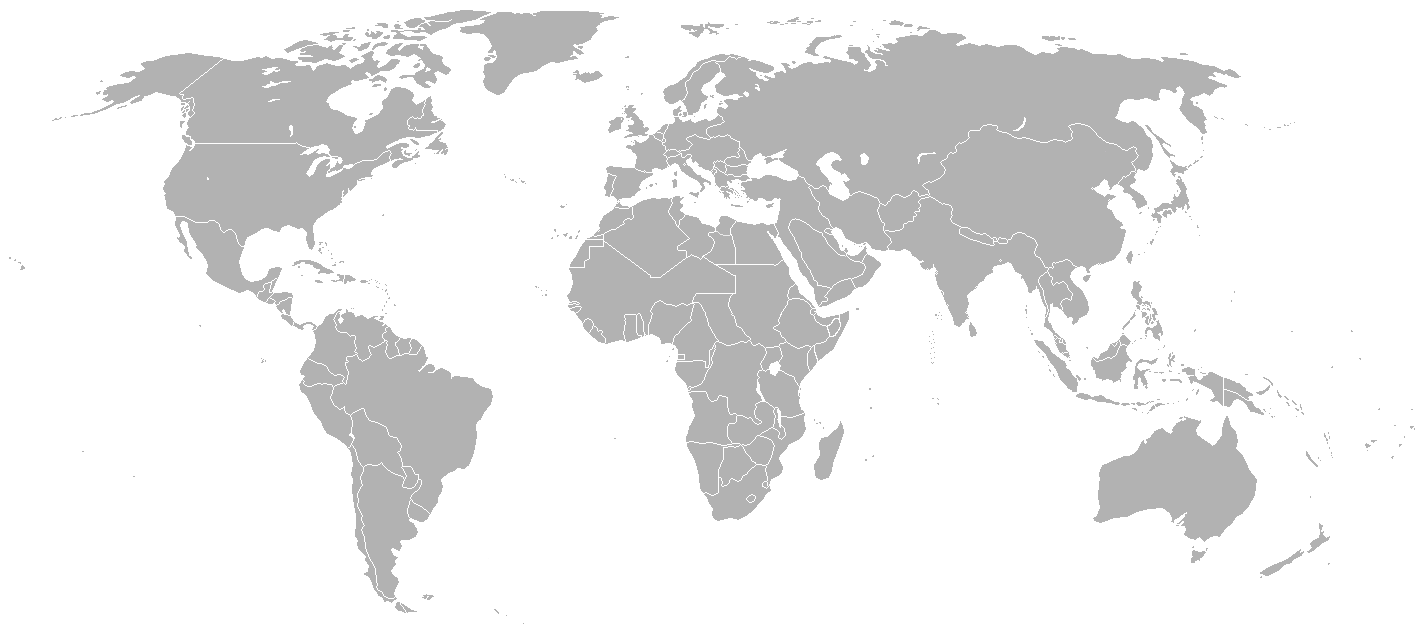
Staatkundige kaart van 1912

## Uitleg
- In 1912 waren er 51 erkende onafhankelijke staten (inclusief Andorra[1], exclusief dominions van het Britse Rijk en exclusief vazalstaten).
- De in grote mate onafhankelijke Britse dominions zijn weergegeven onder het kopje dominions van het Britse Rijk.
- Alle de facto onafhankelijke staten zonder ruime internationale erkenning zijn weergegeven onder het kopje niet algemeen erkende landen.
- Afhankelijke gebieden en gebieden die vaak als afhankelijk gebied werden beschouwd, zijn weergegeven onder het kopje niet-onafhankelijke gebieden.
- Autonome gebieden, bezette gebieden en micronaties zijn niet op deze pagina weergegeven.

## Staatkundige veranderingen in 1912
- 6 januari: het Territorium New Mexico wordt de 47e staat van de Verenigde Staten onder de naam New Mexico.
- 12 februari: einde van de Qing-dynastie en begin van de Republiek China.
- 14 februari: het Territorium Arizona wordt de 48e staat van de Verenigde Staten onder de naam Arizona.
- 30 maart: einde van de onafhankelijkheid van het sultanaat Marokko. Instelling van het protectoraat Frans-Marokko. De Zaianen blijven nog feitelijk onafhankelijk. Tevens wordt Ahmed al-Hiba op 18 augustus uitgeroepen tot sultan van Marokko, in rebellie tegen de Franse bezetter.
- 4 april: Tibet verklaart zich onafhankelijk van China.
- 18 juli: de Vrijstaat Ikaria verklaart zich onafhankelijk van het Ottomaanse Rijk.
- 18 oktober: stichting van de kolonie Italiaans-Noord-Afrika (voorheen onderdeel van het Ottomaanse Rijk).
- 4 november: de Vrijstaat Ikaria wordt door Griekenland bezet.
- 12 november: Ifni wordt een Spaans protectoraat.
- 24 november: het Vorstendom Samos wordt een onderdeel van Griekenland.
- 27 november: oprichting van het protectoraat Spaans-Marokko. De Kapiteinsgeneraliteit van de Spaanse Bezittingen in Afrika (voorheen een provincie van Spanje bestaande uit o.a. Ceuta en Melilla) wordt daarbij gevoegd.
- 28 november: Albanië verklaart zich onafhankelijk van het Ottomaanse Rijk.

## Algemeen erkende landen

### A
| Korte landsnaam (Nederlands) | Officiële landsnaam (Nederlands) | Korte landsnaam (oorspronkelijke taal/talen) |
| ---------------------------- | -------------------------------- | -------------------------------------------- |
| Andorra                      | Vorstendom Andorra               | Catalaans: Andorra                           |
| Argentinië                   | Republiek Argentinië             | Spaans: Argentina                            |

### B
| Korte landsnaam (Nederlands) | Officiële landsnaam (Nederlands)               | Korte landsnaam (oorspronkelijke taal/talen) |
| ---------------------------- | ---------------------------------------------- | -------------------------------------------- |
| België                       | Koninkrijk België                              | Frans: Belgique Nederlands: België           |
| Bolivia                      | Republiek Bolivia                              | Spaans: Bolivia                              |
| Brazilië                     | Republiek van de Verenigde Staten van Brazilië | Portugees: Brasil                            |
| Bulgarije                    | Koninkrijk Bulgarije                           | Bulgaars: Bălgarija / България               |

### C
| Korte landsnaam (Nederlands)                      | Officiële landsnaam (Nederlands)                                                   | Korte landsnaam (oorspronkelijke taal/talen) |
| ------------------------------------------------- | ---------------------------------------------------------------------------------- | -------------------------------------------- |
| Chili                                             | Republiek Chili                                                                    | Spaans: Chile                                |
| China (tot 12 februari) China (vanaf 12 februari) | Keizerrijk van de Grote Qing (tot 12 februari) Republiek China (vanaf 12 februari) | Mandarijn: Zhongguo / 中國                   |
| Colombia                                          | Republiek Colombia                                                                 | Spaans: Colombia                             |
| Costa Rica                                        | Republiek Costa Rica                                                               | Spaans: Costa Rica                           |
| Cuba                                              | Republiek Cuba                                                                     | Spaans: Cuba                                 |

### D
| Korte landsnaam (Nederlands) | Officiële landsnaam (Nederlands) | Korte landsnaam (oorspronkelijke taal/talen) |
| ---------------------------- | -------------------------------- | -------------------------------------------- |
| Denemarken                   | Koninkrijk Denemarken            | Deens: Danmark                               |
| Dominicaanse Republiek       | Dominicaanse Republiek           | Spaans: Republica Dominicana                 |
| Duitsland                    | Duitse Rijk (Duitse Keizerrijk)  | Duits: Deutschland                           |

### E
| Korte landsnaam (Nederlands)            | Officiële landsnaam (Nederlands) | Korte landsnaam (oorspronkelijke taal/talen) |
| --------------------------------------- | -------------------------------- | -------------------------------------------- |
| Ecuador                                 | Republiek Ecuador                | Spaans: Ecuador                              |
| (tot 17 mei) El Salvador (vanaf 17 mei) | Republiek El Salvador            | Spaans: El Salvador                          |
| Ethiopië                                | Keizerrijk Ethiopië              | Amhaars: Ītyop'iya / ኢትዮጵያ                   |

### F
| Korte landsnaam (Nederlands) | Officiële landsnaam (Nederlands) | Korte landsnaam (oorspronkelijke taal/talen) |
| ---------------------------- | -------------------------------- | -------------------------------------------- |
| Frankrijk                    | Franse Republiek                 | Frans: France                                |

### G
| Korte landsnaam (Nederlands) | Officiële landsnaam (Nederlands) | Korte landsnaam (oorspronkelijke taal/talen) |
| ---------------------------- | -------------------------------- | -------------------------------------------- |
| Griekenland                  | Koninkrijk Griekenland           | Grieks: Hellas / 'Ελλας                      |
| Guatemala                    | Republiek Guatemala              | Spaans: Guatemala                            |

### H
| Korte landsnaam (Nederlands) | Officiële landsnaam (Nederlands) | Korte landsnaam (oorspronkelijke taal/talen) |
| ---------------------------- | -------------------------------- | -------------------------------------------- |
| Haïti                        | Republiek Haïti                  | Frans: Haïti                                 |
| Honduras                     | Republiek Honduras               | Spaans: Honduras                             |

### I
| Korte landsnaam (Nederlands) | Officiële landsnaam (Nederlands) | Korte landsnaam (oorspronkelijke taal/talen) |
| ---------------------------- | -------------------------------- | -------------------------------------------- |
| Italië                       | Koninkrijk Italië                | Italiaans: Italia                            |

### J
| Korte landsnaam (Nederlands) | Officiële landsnaam (Nederlands) | Korte landsnaam (oorspronkelijke taal/talen) |
| ---------------------------- | -------------------------------- | -------------------------------------------- |
| Japan                        | Groot Keizerrijk Japan           | Japans: Nihon / 日本                         |

### L
| Korte landsnaam (Nederlands) | Officiële landsnaam (Nederlands) | Korte landsnaam (oorspronkelijke taal/talen) |
| ---------------------------- | -------------------------------- | -------------------------------------------- |
| Liberia                      | Republiek Liberia                | Engels: Liberia                              |
| Liechtenstein                | Vorstendom Liechtenstein         | Duits: Liechtenstein                         |
| Luxemburg                    | Groothertogdom Luxemburg         | Duits: Luxemburg Frans: Luxembourg           |

### M
| Korte landsnaam (Nederlands) | Officiële landsnaam (Nederlands)                   | Korte landsnaam (oorspronkelijke taal/talen) |
| ---------------------------- | -------------------------------------------------- | -------------------------------------------- |
| Marokko (tot 30 maart)       | Sultanaat Marokko                                  | Arabisch: al-Maghrib / المغرب                |
| Mbunda                       | Koninkrijk Mbunda                                  | Mbunda:                                      |
| Mexico                       | Verenigde Mexicaanse Staten                        | Spaans: México                               |
| Monaco                       | Vorstendom Monaco                                  | Frans: Monaco                                |
| Montenegro                   | Koninkrijk Montenegro                              | Montenegrijns: Crna Gora / Црна Гора         |
| Mutapa                       | Koninkrijk Mutapa (ook wel: Mwenemutapa / Karanga) | Shona:                                       |

### N
| Korte landsnaam (Nederlands) | Officiële landsnaam (Nederlands) | Korte landsnaam (oorspronkelijke taal/talen) |
| ---------------------------- | -------------------------------- | -------------------------------------------- |
| Nederland                    | Koninkrijk der Nederlanden       | Nederlands: Nederland                        |
| Nicaragua                    | Republiek Nicaragua              | Spaans: Nicaragua                            |
| Noorwegen                    | Koninkrijk Noorwegen             | Noors: Norge                                 |

### O
| Korte landsnaam (Nederlands) | Officiële landsnaam (Nederlands)                                                                            | Korte landsnaam (oorspronkelijke taal/talen)             |
| ---------------------------- | --- | -------------------------------------------------------- |
| Oostenrijk-Hongarije         | In de Rijksraad Vertegenwoordigde Koninkrijken en Landen en de Landen van de Heilige Hongaarse Stefanskroon | Duits: Österreich-Ungarn Hongaars: Osztrák-Magyarország  |
| Ottomaanse Rijk              | Sublieme Ottomaanse Staat                                                                                   | Osmaans: Devlet-i Âliyye-i Osmaniyye / دولتْ علیّه عثمانیّه |

### P
| Korte landsnaam (Nederlands) | Officiële landsnaam (Nederlands) | Korte landsnaam (oorspronkelijke taal/talen) |
| ---------------------------- | -------------------------------- | -------------------------------------------- |
| Panama                       | Republiek Panama                 | Spaans: Panamá                               |
| Paraguay                     | Republiek Paraguay               | Spaans: Paraguay                             |
| Peru                         | Peruviaanse Republiek            | Spaans: Perú                                 |
| Perzië                       | Sublieme Perzische Staat         | Perzisch: Irân / ایران                       |
| Portugal                     | Portugese Republiek              | Portugees: Portugal                          |

### R
| Korte landsnaam (Nederlands) | Officiële landsnaam (Nederlands) | Korte landsnaam (oorspronkelijke taal/talen) |
| ---------------------------- | -------------------------------- | -------------------------------------------- |
| Roemenië                     | Koninkrijk Roemenië              | Roemeens: România                            |
| Rusland                      | Keizerrijk Rusland               | Russisch: Rossija / Россия                   |

### S
| Korte landsnaam (Nederlands) | Officiële landsnaam (Nederlands) | Korte landsnaam (oorspronkelijke taal/talen) |
| ---------------------------- | -------------------------------- | -------------------------------------------- |
| San Marino                   | Republiek San Marino             | Italiaans: San Marino                        |
| Servië                       | Koninkrijk Servië                | Servisch: Srbija / Србија                    |
| Siam                         | Koninkrijk Siam                  | Thai: Mueang Thai / เมืองไทย                  |
| Spanje                       | Koninkrijk Spanje                | Spaans: España                               |

### U
| Korte landsnaam (Nederlands) | Officiële landsnaam (Nederlands) | Korte landsnaam (oorspronkelijke taal/talen) |
| ---------------------------- | -------------------------------- | -------------------------------------------- |
| Uruguay                      | Staat ten oosten van de Uruguay  | Spaans: Uruguay                              |

### V
| Korte landsnaam (Nederlands)                 | Officiële landsnaam (Nederlands)                    | Korte landsnaam (oorspronkelijke taal/talen) |
| -------------------------------------------- | --------------------------------------------------- | -------------------------------------------- |
| Venezuela                                    | Verenigde Staten van Venezuela                      | Spaans: Venezuela                            |
| Verenigd Koninkrijk                          | Verenigd Koninkrijk van Groot-Brittannië en Ierland | Engels: United Kingdom                       |
| (tot 4 juli) Verenigde Staten (vanaf 4 juli) | Verenigde Staten van Amerika                        | Engels: United States                        |

### Z
| Korte landsnaam (Nederlands) | Officiële landsnaam (Nederlands) | Korte landsnaam (oorspronkelijke taal/talen)     |
| ---------------------------- | -------------------------------- | ------------------------------------------------ |
| Zweden                       | Koninkrijk Zweden                | Zweeds: Sverige                                  |
| Zwitserland                  | Zwitserse Bondsstaat             | Duits: Schweiz Frans: Suisse Italiaans: Svizzera |

## Andere landen

### Dominions van het Britse Rijk
De dominions van het Britse Rijk hadden een grote mate van onafhankelijkheid.
| Korte landsnaam (Nederlands)                | Officiële landsnaam (Nederlands) | Korte landsnaam (oorspronkelijke taal/talen) |
| ------------------------------------------- | -------------------------------- | -------------------------------------------- |
| Australië                                   | Gemenebest Australië             | Engels: Australia                            |
| Canada                                      | Dominion Canada                  | Engels en Frans: Canada                      |
| Newfoundland                                | Dominion Newfoundland            | Engels: Newfoundland                         |
| Nieuw-Zeeland                               | Dominion Nieuw-Zeeland           | Engels: New Zealand                          |
| (tot 25 maart) Zuid-Afrika (vanaf 25 maart) | Unie van Zuid-Afrika             | Engels: South Africa Nederlands: Zuid-Afrika |

### Landen binnen de grenzen van het Ottomaanse Rijk
In onderstaande lijst zijn staten opgenomen die lagen in het gebied dat officieel behoorde tot het Ottomaanse Rijk, maar waar het Ottomaanse Rijk geen zeggenschap had (d.w.z. het binnenland van het Arabisch Schiereiland).
| Korte landsnaam (Nederlands) | Officiële landsnaam (Nederlands)                                    | Korte landsnaam (oorspronkelijke taal/talen) |
| ---------------------------- | ------------------------------------------------------------------- | -------------------------------------------- |
| Bayda                        | Sultanaat Bayda (ook wel: Beda / Baidah)                            | Arabisch: Al-Bayḍā / ٱلْبَيْضَاء                 |
| Hail                         | Emiraat Hail (ook wel: Emiraat Jebel Shammar / Emiraat Al Rashid)   | Arabisch: Ḥā'il / حائل                       |
| Kathiri                      | Kathiristaat Seiyun in Hadramaut (ook wel: Sultanaat Kathiri)       | Arabisch: al-Kathīrī / الكثيري               |
| Nadjd en Hasa                | Emiraat Nadjd en Hasa                                               | Arabisch: Najd wal-Āḥsā‘ / نجد والأحساء      |
| Qasimiden                    | Imamaat van de Qasimiden (Imamaat Jemen / Imamaat van de Zaidieten) | Arabisch:                                    |

### Niet algemeen erkende landen
In onderstaande lijst zijn landen opgenomen die een ruime internationale erkenning misten, maar wel de facto onafhankelijk waren en de onafhankelijkheid hadden uitgeroepen.
| Korte landsnaam (Nederlands)        | Officiële landsnaam (Nederlands)               | Korte landsnaam (oorspronkelijke taal/talen)  |
| ----------------------------------- | ---------------------------------------------- | --------------------------------------------- |
| Albanië (vanaf 28 november)         | Albanië                                        | Albanees: Shqipëria                           |
| Aussa                               | Afar Sultanaat Aussa (ook wel: Sultanaat Awsa) | Afar: Awsa Arabisch: سلطنة عفر                |
| Derwisjstaat                        | Derwisjstaat                                   | Arabisch: دولة الدراويش Somalisch: Daraawiish |
| Ikaria (van 18 juli tot 4 november) | Vrijstaat Ikaria                               | Grieks: Ikaria / Ικαρία                       |
| Marokko (vanaf 18 augustus)         | Sultanaat Marokko                              | Arabisch: al-Maghrib / المغرب                 |
| Mongolië                            | Staat Mongolië (Bogd Kanaat Mongolië)          | Mongools: Mongol Uls / Монгол Улс /           |
| Tibet (vanaf 4 april)               | Tibet                                          | Tibetaans: Bod / བོད་                          |
| Zaianen (vanaf 30 maart)            | Confederatie van de Zaianen                    | Atlas-Tamazight: Azayi / ⴰⵥⴰⵢⵢⵉ               |

## Niet-onafhankelijke gebieden
Hieronder staat een lijst van afhankelijke gebieden.

### Amerikaanse niet-onafhankelijke gebieden
De Filipijnen en Porto Rico waren organized unincorporated territories, wat wil zeggen dat het afhankelijke gebieden waren van de Verenigde Staten met een bepaalde vorm van zelfbestuur. Daarnaast waren er nog een aantal unorganized unincorporated territories. Deze gebieden waren ook afhankelijke gebieden van de VS, maar kenden geen vorm van zelfbestuur. Arizona (tot 14 februari), New Mexico (tot 6 januari) en Hawaï waren als organized incorporated territories een integraal onderdeel van de VS en zijn derhalve niet in onderstaande lijst opgenomen. Alaska, dat tot 17 mei een unorganized incorporated territory was, en daarna een organized incorporated territory, was eveneens een integraal onderdeel van de VS.
Diverse eilandgebieden werden door de Verenigde Staten geclaimd als unorganized unincorporated territories, maar werden door andere landen bestuurd. De eilandgebieden Nukufetau, Nukulaelae, Funafuti en Niulakita vielen onder het bestuur van het Verenigd Koninkrijk als onderdeel van de Ellice-eilanden. De eilandgebieden Atafu, Bowditch en Nukunonu vielen onder het bestuur van het Verenigd Koninkrijk als onderdeel van de Unie-eilanden. De eilandgebieden Manihiki, Penrhyn, Pukapuka en Rakahanga vielen onder het bestuur van het Verenigd Koninkrijk als onderdeel van de Cookeilanden. De eilandgebieden Caroline, Fanning, Flint, Jarvis, Kersteiland, Malden,  Starbuck, Vostok en Washington vielen als de Line-eilanden onder het bestuur van het Verenigd Koninkrijk. De eilandgebieden Baker, Birnie, Canton, Enderbury, Gardner, McKean, Phoenix en Sydney vielen als de Phoenixeilanden ook onder het bestuur van het Verenigd Koninkrijk. Minamitorishima (Marcus) stond onder het bestuur van Japan.
| Korte landsnaam (Nederlands)                                  | Status                               | Korte landsnaam (oorspronkelijke taal/talen)                                                   |
| ------------------------------------------------------------- | ------------------------------------ | ---------------------------------------------------------------------------------------------- |
| (tot 4 juli) Amerikaans-Samoa ] (vanaf 4 juli)                | Unorganized unincorporated territory | Engels: American Samoa                                                                         |
| (tot 4 juli) Danger (vanaf 4 juli)                            | Unorganized unincorporated territory | Engels: Danger Reef                                                                            |
| (tot 4 juli) Filipijnen (vanaf 4 juli)                        | Organized unincorporated territory   | Engels: Philippines Filipijns: Pilipinas Spaans: Filipinas                                     |
| (tot 4 juli) Guam (vanaf 4 juli)                              | Unorganized unincorporated territory | Engels: Guam                                                                                   |
| (tot 4 juli) Howland (vanaf 4 juli)                           | Unorganized unincorporated territory | Engels: Howland Island                                                                         |
| (tot 4 juli) Johnston (vanaf 4 juli)                          | Unorganized unincorporated territory | Engels: Johnston Atoll                                                                         |
| (tot 4 juli) Midway (vanaf 4 juli)                            | Unorganized unincorporated territory | Engels: Midway Islands                                                                         |
| (tot 4 juli) Navassa (vanaf 4 juli)                           | Unorganized unincorporated territory | Engels: Navassa Island                                                                         |
| Panamakanaalzone                                              | Unorganized unincorporated territory | Engels: Panama Canal Zone                                                                      |
| (tot 4 juli) Petreleilanden (vanaf 4 juli)                    | Unorganized unincorporated territory | Engels: Petrel Islands                                                                         |
| (tot 4 juli) Puerto Rico (ook wel: Porto Rico) (vanaf 4 juli) | Organized unincorporated territory   | Engels en Spaans: Porto Rico                                                                   |
| (tot 4 juli) Quita Sueño (vanaf 4 juli)                       | Unorganized unincorporated territory | Engels: Quitasueño Bank                                                                        |
| (tot 4 juli) Roncador (vanaf 4 juli)                          | Unorganized unincorporated territory | Engels: Roncador Bank                                                                          |
| (tot 4 juli) Serrana (vanaf 4 juli)                           | Unorganized unincorporated territory | Engels: Serrana Bank                                                                           |
| (tot 4 juli) Serranilla (vanaf 4 juli)                        | Unorganized unincorporated territory | Engels: Serranilla Bank                                                                        |
| Sulu                                                          | Protectoraat: Sultanaat Sulu         | Arabisch: سولو Engels: Sulu Maleis: Sulu / سولو Tausug: Kasultanan sin Sūg / كاسولتانن سين سوڬ |
| (tot 4 juli) Swains (vanaf 4 juli)                            | Unorganized unincorporated territory | Engels: Swains Island                                                                          |
| (tot 4 juli) Swaneilanden (vanaf 4 juli)                      | Unorganized unincorporated territory | Engels: Swan Islands                                                                           |
| (tot 4 juli) Wake (vanaf 4 juli)                              | Unorganized unincorporated territory | Engels: Wake Island                                                                            |

### Australische niet-onafhankelijke gebieden
| Korte landsnaam (Nederlands) | Status             | Korte landsnaam (oorspronkelijke taal/talen) |
| ---------------------------- | ------------------ | -------------------------------------------- |
| Papoea                       | Extern territorium | Engels: Papua                                |

### Belgisch-Duitse niet-onafhankelijke gebieden
| Korte landsnaam (Nederlands) | Status                                           | Korte landsnaam (oorspronkelijke taal/talen)                                                             |
| ---------------------------- | ------------------------------------------------ | --- |
| Neutraal Moresnet            | Condominium: Het Onverdeelde Gebied van Moresnet | Duits: Neutral-Moresnet Esperanto: Neŭtra Moresneto Frans: Moresnet neutre Nederlands: Neutraal Moresnet |

### Belgische niet-onafhankelijke gebieden
| Korte landsnaam (Nederlands) | Status  | Korte landsnaam (oorspronkelijke taal/talen)  |
| ---------------------------- | ------- | --------------------------------------------- |
| Belgisch-Congo               | Kolonie | Frans: Congo belge Nederlands: Belgisch-Congo |

### Brits-Franse gebieden
| Korte landsnaam (Nederlands) | Status      | Korte landsnaam (oorspronkelijke taal/talen)  |
| ---------------------------- | ----------- | --------------------------------------------- |
| Nieuwe Hebriden              | Condominium | Engels: New Hebrides Frans: Nouvelle-Hébrides |

### Britse niet-onafhankelijke gebieden
In onderstaande lijst zijn onder meer de Britse (kroon)kolonies en protectoraten weergegeven. Jersey, Guernsey en Man hadden als Britse Kroonbezittingen niet de status van kolonie, maar hadden een andere relatie tot het Verenigd Koninkrijk. Afghanistan, Bhutan, Brunei, de Gefedereerde Maleise Staten, Johor, Kedah, Kelantan, Perlis, Sarawak, Terengganu en Tonga stonden als protected states onder Britse protectie, maar waren, in tegenstelling tot daadwerkelijke protectoraten, grotendeels autonoom aangaande interne aangelegenheden. De Britse Salomonseilanden, Fiji (inclusief de Pitcairneilanden), de Gilbert- en Ellice-eilanden, de Unie-eilanden, de Phoenixeilanden, de Nieuwe Hebriden (een Brits-Frans condominium) en Tonga werden door één enkele vertegenwoordiger van de Britse Kroon bestuurd onder de naam Britse West-Pacifische Territoria, maar zijn wel apart in de lijst opgenomen. Basutoland, Beetsjoeanaland en Swaziland werden door een vertegenwoordiger (de gouverneur-generaal van Zuid-Afrika) bestuurd onder de naam High Commission Territories, maar zijn ook apart in de lijst opgenomen. Brits-Indië is de term die refereert aan het Britse gezag op het Indische subcontinent. Het bestond uit gebieden die onder direct gezag vielen van de Britse Kroon (het eigenlijke Brits-Indië) en vele semi-onafhankelijke vorstenlanden (princely states) die door hun eigen lokale heersers werden bestuurd, maar onderhorig waren aan de Britse kolonisator. Deze vorstenlanden staan niet in onderstaande lijst vermeld, maar zijn weergegeven op de pagina vorstenlanden van Brits-Indië. Brits-Birma, het Protectoraat Aden en de stad Aden vielen ook onder Brits-Indië en staan derhalve niet apart in onderstaande lijst vermeld. Bahrein, Koeweit (officieel onder Ottomaanse soevereiniteit), Muscat en Oman en de Verdragsstaten stonden onder Britse protectie en vielen als zodanig onder de Persian Gulf Residency in Bushehr dat deel uitmaakte van Brits-Indië. Deze landen hadden echter een grote mate van autonomie en zijn derhalve wel apart opgenomen. Noord-Borneo (dat officieel viel onder de suzereiniteit van het Sultanaat Sulu) en Brits Cyprus (dat officieel bij het Ottomaanse Rijk hoorde) stonden ook onder Britse protectie zijn ook in onderstaande lijst opgenomen.
| Korte landsnaam (Nederlands)              | Status                                                                 | Korte landsnaam (oorspronkelijke taal/talen)                                                                  |
| ----------------------------------------- | ---------------------------------------------------------------------- | --- |
| Abeokuta                                  | Protectoraat: Egba United Government                                   | Engels: Egba United Government                                                                                |
| Afghanistan                               | Protected state: Emiraat Afghanistan                                   | Dari en Pasjtoe: Afghānestān / افغانستان Engels: Afghanistan                                                  |
| Anglo-Egyptisch Soedan                    | Condominium                                                            | Arabisch: السودان الأنجلو مصري Engels: Anglo-Egyptian Sudan                                                   |
| Ascension                                 | Overzees bezit                                                         | Engels: Ascension Island                                                                                      |
| Ashmorerif                                | Overzees bezit                                                         | Engels: Ashmore Reef                                                                                          |
| Bahama-eilanden                           | Kroonkolonie                                                           | Engels: The Bahamas                                                                                           |
| Bahrein                                   | Protected state                                                        | Arabisch: al-Bahrayn / البحرين Engels: Bahrain                                                                |
| Baker                                     | Overzees bezit                                                         | Engels: Baker Island                                                                                          |
| Barbados                                  | Kroonkolonie                                                           | Engels: Barbados                                                                                              |
| Basutoland                                | Kolonie                                                                | Engels: Basutoland                                                                                            |
| Beetsjoeanaland                           | Protectoraat                                                           | Engels: Bechuanaland                                                                                          |
| Bermuda                                   | Kroonkolonie                                                           | Engels: Bermuda                                                                                               |
| Bhutan                                    | Protected state: Koninkrijk Bhutan                                     | Dzongkha: Druk Yul / འབྲུག་ཡུལ་ Engels: Bhutan                                                                   |
| Brits-Ceylon                              | Kroonkolonie                                                           | Engels: Ceylon                                                                                                |
| Britse Benedenwindse Eilanden             | Kroonkolonie                                                           | Engels: British Leeward Islands                                                                               |
| Britse Bovenwindse Eilanden               | Kroonkolonie                                                           | Engels: British Windward Islands                                                                              |
| Britse Goudkust                           | Kroonkolonie                                                           | Engels: Gold Coast                                                                                            |
| Britse Salomonseilanden                   | Protectoraat                                                           | Engels: British Solomon Islands                                                                               |
| Brits-Guiana                              | Kroonkolonie                                                           | Engels: British Guiana                                                                                        |
| Brits-Honduras                            | Kroonkolonie                                                           | Engels: British Honduras                                                                                      |
| Brits-Indië                               | Kroonkolonie                                                           | Engels: British Raj / Indian Empire / India                                                                   |
| Brits-Oost-Afrika                         | Protectoraat                                                           | Engels: British East Africa                                                                                   |
| Brits-Somaliland                          | Protectoraat                                                           | Engels: British Somaliland                                                                                    |
| Brunei                                    | Protected state: Staat Brunei Darussalam                               | Engels en Maleis: Brunei                                                                                      |
| Cartier                                   | Overzees bezit                                                         | Engels: Cartier Island                                                                                        |
| Cyprus                                    | Protectoraat onder Ottomaanse suzereiniteit                            | Engels: Cyprus                                                                                                |
| Darfur                                    | Vazalstaat: Emiraat Darfur                                             | Arabisch: Dār Fūr / دار فور Engels: Darfur                                                                    |
| Falklandeilanden                          | Kroonkolonie                                                           | Engels: Falkland Islands                                                                                      |
| Fiji                                      | Kolonie                                                                | Engels: Fiji                                                                                                  |
| Gambia                                    | Protectoraat en Kroonkolonie                                           | Engels: The Gambia                                                                                            |
| Gefedereerde Maleise Staten               | Protected state                                                        | Engels: Federated Malay States Maleis: Negeri-negeri Melayu Bersekutu / نڬري٢ ملايو برسكوتو                   |
| Gibraltar                                 | Kroonkolonie                                                           | Engels: Gibraltar                                                                                             |
| Gilbert- en Ellice-eilanden               | Kroonkolonie                                                           | Engels: Gilbert and Ellice Islands                                                                            |
| Guernsey                                  | Brits Kroonbezit                                                       | Engels: Guernsey Frans: Guernesey                                                                             |
| Heard en McDonaldeilanden                 | Overzees bezit                                                         | Engels: Heard Island and McDonald Islands                                                                     |
| Hongkong                                  | Kroonkolonie                                                           | Engels: Hong Kong Kantonees: Hong Kong / 香港                                                                 |
| Jamaica                                   | Kroonkolonie                                                           | Engels: Jamaica                                                                                               |
| Jersey                                    | Brits Kroonbezit                                                       | Engels en Frans: Jersey                                                                                       |
| Johor                                     | Protected state                                                        | Engels: Johor Maleis: Johor / جوهور                                                                           |
| (tot 10 januari) Kedah (vanaf 10 januari) | Protected state                                                        | Engels: Kedah Maleis: Kedah / قدح                                                                             |
| (tot 1912) Kelantan (vanaf 1912)          | Protected state                                                        | Engels: Kelantan Maleis: Kelantan / كلنتن                                                                     |
| Koeweit                                   | Protectoraat onder Ottomaanse suzereiniteit: Sjeikdom Koeweit          | Arabisch: al-Kuwayt / الكويت Engels: Kuwait                                                                   |
| Line-eilanden                             | Overzees bezit                                                         | Engels: Line Islands                                                                                          |
| Maldiven                                  | Protectoraat: Sultanaat der Maldiven                                   | Engels: Maldive Islands                                                                                       |
| Malta                                     | Kroonkolonie                                                           | Engels: Malta                                                                                                 |
| Man                                       | Brits Kroonbezit                                                       | Engels: Isle of Man Manx-Gaelisch: Ellan Vannin                                                               |
| Mauritius                                 | Kroonkolonie                                                           | Engels: Mauritius                                                                                             |
| Muscat en Oman                            | Protected state: Sultanaat Muscat en Oman                              | Arabisch: Umān / عُمان Engels: Oman                                                                            |
| Nepal                                     | Protectoraat: Koninkrijk Nepal                                         | Engels: Nepal Nepalees: Nepal / नेपाल                                                                           |
| Noord-Borneo                              | Protected state, formeel onder de suzereiniteit van het Sultanaat Sulu | Engels: North Borneo Maleis: Borneo Utara                                                                     |
| Noord-Nigeria                             | Protectoraat                                                           | Engels: Northern Nigeria                                                                                      |
| Noord-Rhodesië                            | Eigendom van de British South Africa Company                           | Engels: Northern Rhodesia                                                                                     |
| Nyasaland                                 | Protectoraat                                                           | Engels: Nyasaland                                                                                             |
| Oeganda                                   | Protectoraat                                                           | Engels: Uganda                                                                                                |
| Perlis                                    | Protected state                                                        | Engels: Perlis Maleis: Perlis / ﭬﺮليس                                                                         |
| Phoenixeilanden                           | Overzees bezit                                                         | Engels: Phoenix Islands                                                                                       |
| Prins Edwardeilanden                      | Overzees bezit                                                         | Engels: Prince Edward Islands                                                                                 |
| Sarawak                                   | Protected state: Koninkrijk Sarawak                                    | Engels: Sarawak Maleis: Sarawak / سراوق                                                                       |
| Seychellen                                | Kroonkolonie                                                           | Engels: Seychelles                                                                                            |
| Sierra Leone                              | Kroonkolonie en protectoraat                                           | Engels: Sierra Leone                                                                                          |
| Sint-Helena                               | Kroonkolonie                                                           | Engels: Saint Helena                                                                                          |
| Straits Settlements                       | Protectoraat                                                           | Chinees: Hǎixiá zhímíndì / 海峡殖民地 Engels: Straits Settlements Maleis: Negeri-Negeri Selat / نڬري-نڬري سلت |
| Swaziland                                 | Protectoraat: Koninkrijk Swaziland                                     | Engels: Swaziland Swazi: eSwatini                                                                             |
| (vanaf 1912) Terengganu                   | Protected state                                                        | Engels: Terengganu Maleis: Terengganu / ترڠڬانو                                                               |
| Tonga                                     | Protected state: Koninkrijk Tonga                                      | Engels en Tongaans: Tonga                                                                                     |
| Trinidad en Tobago                        | Kroonkolonie                                                           | Engels: Trinidad and Tobago                                                                                   |
| Tristan da Cunha                          | Overzees bezit                                                         | Engels: Tristan da Cunha                                                                                      |
| Unie-eilanden                             | Protectoraat                                                           | Engels: Union Islands                                                                                         |
| Verdragsstaten                            | Protected states                                                       | Arabisch: ولايات الساحل المتصالح Engels: Trucial States                                                       |
| Victorialand                              | Overzees bezit                                                         | Engels: Victoria Land                                                                                         |
| Zanzibar                                  | Protectoraat: Sultanaat Zanzibar                                       | Arabisch: Zanjibār / زنجبار Engels: Zanzibar                                                                  |
| Zuid-Nigeria                              | Kroonkolonie en Protectoraat                                           | Engels: Southern Nigeria                                                                                      |
| Zuid-Rhodesië                             | Eigendom van de British South Africa Company                           | Engels: Southern Rhodesia                                                                                     |

### Chinese niet-onafhankelijke gebieden
| Korte landsnaam (Nederlands) | Status             | Korte landsnaam (oorspronkelijke taal/talen)  |
| ---------------------------- | ------------------ | --------------------------------------------- |
| Tibet (tot 4 april)          | Afhankelijke regio | Mandarijn: Xīzàng / 西藏 Tibetaans: Bod / བོད་ |

### Deense niet-onafhankelijke gebieden
Faeröer was een provincie van Denemarken en was dus eigenlijk een integraal onderdeel van dat land. Desondanks zijn de Faeröer wel in onderstaande lijst opgenomen, omdat het wel als apart afhankelijk gebied kan worden beschouwd.
| Korte landsnaam (Nederlands) | Status          | Korte landsnaam (oorspronkelijke taal/talen) |
| ---------------------------- | --------------- | -------------------------------------------- |
| Deens-West-Indië             | Kolonie         | Deens: Dansk Vestindien                      |
| Faeröer                      | Provincie       | Deens: Færøerne                              |
| Groenland                    | Kolonie         | Deens: Grønland                              |
| IJsland                      | Autonoom gebied | Deens: Island IJslands: Ísland               |

### Duitse niet-onafhankelijke gebieden
| Korte landsnaam (Nederlands) | Status  | Korte landsnaam (oorspronkelijke taal/talen) |
| ---------------------------- | ------- | -------------------------------------------- |
| Duits-Kameroen               | Kolonie | Duits: Kamerun                               |
| Duits-Nieuw-Guinea           | Kolonie | Duits: Deutsch-Neuguinea                     |
| Duits-Oost-Afrika            | Kolonie | Duits: Deutsch-Ostafrika                     |
| Duits-Samoa                  | Kolonie | Duits: Deutsch-Samoa                         |
| Duits-Zuidwest-Afrika        | Kolonie | Duits: Deutsch-Südwestafrika                 |
| Togo                         | Kolonie | Duits: Togo                                  |

### Ethiopische niet-onafhankelijke gebieden
| Korte landsnaam (Nederlands) | Status                       | Korte landsnaam (oorspronkelijke taal/talen) |
| ---------------------------- | ---------------------------- | -------------------------------------------- |
| Jimma                        | Vazalstaat: Koninkrijk Jimma | Afaan Oromo: Jimmaa                          |

### Franse niet-onafhankelijke gebieden
Frans-West-Afrika was een federatie van Franse koloniën bestaande uit Dahomey, Frans-Guinea, Ivoorkust, Mauritanië (een territorium), Niger (een militair territorium), Opper-Senegal en Niger en Senegal. Frans-Equatoriaal Afrika was een kolonie die bestond uit drie territoria: Gabon, Midden-Congo en Oubangui-Chari-Tsjaad. De Unie van Indochina, ofwel Frans-Indochina, was een federatie die bestond uit het Protectoraat Cambodja, het Koninkrijk Laos, het Protectoraat Annam, het Protectoraat Tonkin en de kolonie Frans-Cochin-China. Algerije werd, met uitzondering van de zuidelijke territoria, bestuurd als een integraal onderdeel van Frankrijk, maar is wel apart in de lijst opgenomen. Tot 25 juli 1912 was de Kolonie Mayotte een afhankelijk gebied van Frans-Madagaskar en het Protectoraat van de Comoren werd bestuurd vanuit Mayotte. Beide gebieden staan daarom niet in onderstaande lijst. Vanaf 25 juli 1912 waren Mayotte en de Comoren geïntegreerd in Frans-Madagaskar. Wallis en Futuna werd bestuurd door de gouverneur van Nieuw-Caledonië, maar was geen onderdeel van de kolonie en is wel in de lijst opgenomen.
| Korte landsnaam (Nederlands)   | Status                                                                 | Korte landsnaam (oorspronkelijke taal/talen) |
| ------------------------------ | ---------------------------------------------------------------------- | -------------------------------------------- |
| Adélieland                     | Overzees bezit                                                         | Frans: Terre Adélie                          |
| Algerije                       | Verzameling departementen en territoria                                | Frans: Algérie                               |
| Crozeteilanden                 | Overzees bezit                                                         | Frans: Îles Crozet                           |
| Frans-Equatoriaal-Afrika       | Kolonie                                                                | Frans: Afrique équatoriale française         |
| Frans-Guyana                   | Kolonie                                                                | Frans: Guyane                                |
| Frans-Indië                    | Kolonie                                                                | Frans: Établissements français de l'Inde     |
| Frans-Madagaskar               | Kolonie                                                                | Frans: Madagascar                            |
| Frans-Marokko (vanaf 30 maart) | Protectoraat                                                           | Arabisch: al-Maghrib / المغرب Frans: Maroc   |
| Frans-Oceanië                  | Kolonie                                                                | Frans: Océanie française                     |
| Frans-Somaliland               | Kolonie                                                                | Frans: Côte française des Somalis            |
| Frans-West-Afrika              | Kolonie                                                                | Frans: Afrique occidentale française         |
| Guadeloupe                     | Kolonie                                                                | Frans: Guadeloupe                            |
| Kerguelen                      | Overzees bezit                                                         | Frans: Îles Kerguelen                        |
| Martinique                     | Kolonie                                                                | Frans: Martinique                            |
| Nieuw-Caledonië                | Kolonie                                                                | Frans: Nouvelle-Calédonie                    |
| Réunion                        | Kolonie                                                                | Frans: Réunion                               |
| Saint-Paul en Amsterdam        | Overzees bezit                                                         | Frans: Saint-Paul-et-Amsterdam               |
| Saint-Pierre en Miquelon       | Kolonie                                                                | Frans: Saint-Pierre et Miquelon              |
| Tunesië                        | Protectoraat                                                           | Arabisch: Tūnis / تونس Frans: Tunisie        |
| Unie van Indochina             | Federatie van Franse koloniën en protectoraten: Indo-Chinese Federatie | Frans: Fédération indochinoise               |
| Wallis en Futuna               | Protectoraat                                                           | Frans: Wallis-et-Futuna                      |

### Italiaanse niet-onafhankelijke gebieden
| Korte landsnaam (Nederlands)              | Status  | Korte landsnaam (oorspronkelijke taal/talen) |
| ----------------------------------------- | ------- | -------------------------------------------- |
| Italiaans-Eritrea                         | Kolonie | Italiaans: Eritrea                           |
| Italiaans-Noord-Afrika (vanaf 18 oktober) | Kolonie | Italiaans: Africa Settentrionale Italiana    |
| Italiaans-Somaliland                      | Kolonie | Italiaans: Somalia Italiana                  |

### Japanse niet-onafhankelijke gebieden
| Korte landsnaam (Nederlands) | Status             | Korte landsnaam (oorspronkelijke taal/talen)  |
| ---------------------------- | ------------------ | --------------------------------------------- |
| Korea                        | Afhankelijk gebied | Japans: Chōsen / 朝鮮 Koreaans: Chosŏn / 한국 |
| Taiwan                       | Afhankelijk gebied | Chinees: Táiwān / 臺灣 Japans: Taiwan / 台湾  |

### Nederlandse niet-onafhankelijke gebieden
| Korte landsnaam (Nederlands) | Status  | Korte landsnaam (oorspronkelijke taal/talen) |
| ---------------------------- | ------- | -------------------------------------------- |
| Curaçao                      | Kolonie | Nederlands: Curaçao en Onderhorigheden       |
| Nederlands-Indië             | Kolonie | Nederlands: Nederlandsch-Indië               |
| Suriname                     | Kolonie | Nederlands: Suriname                         |

### Nieuw-Zeelandse niet-onafhankelijke gebieden
| Korte landsnaam (Nederlands) | Status      | Korte landsnaam (oorspronkelijke taal/talen)       |
| ---------------------------- | ----------- | -------------------------------------------------- |
| Cookeilanden                 | Territorium | Cookeilandmaori: Kūki 'Āirani Engels: Cook Islands |
| Niue                         | Territorium | Engels: Niue Niuees: Niuē Fekai                    |

### Noorse niet-onafhankelijke gebieden
| Korte landsnaam (Nederlands) | Status         | Korte landsnaam (oorspronkelijke taal/talen) |
| ---------------------------- | -------------- | -------------------------------------------- |
| Sverdrup-eilanden            | Overzees bezit | Noors: Sverdrupøyene                         |

### Ottomaanse niet-onafhankelijke gebieden
Cyprus en Koeweit behoorden officieel bij het Ottomaanse Rijk, maar stonden onder Britse protectie en zijn niet hieronder weergegeven, maar vermeld onder het kopje Britse niet-onafhankelijke gebieden. Qatar was officieel een onderdeel van het Ottomaanse Rijk, maar bezat een grote mate van onafhankelijkheid. De Kretenzische Staat was een autonome staat onder internationale protectie en had zich in 1908 in feite bij Griekenland aangesloten. Het Vorstendom Samos had ook een autonome status en sloot zich in 1912 bij Griekenland aan.
| Korte landsnaam (Nederlands) | Status                                     | Korte landsnaam (oorspronkelijke taal/talen)                                    |
| ---------------------------- | ------------------------------------------ | ------------------------------------------------------------------------------- |
| Kreta                        | Autonoom gebied: Kretenzische Staat        | Grieks: Kritiki Politeia / Κρητική Πολιτεία Osmaans: Girit Devleti / كريد دولتى |
| Najran                       | Vorstendom Najran                          | Arabisch: Najran / نجران                                                        |
| Qatar                        | Autonoom onderdeel van het Ottomaanse Rijk | Arabisch: Qatar / قطر Osmaans:                                                  |
| Samos (tot 24 november)      | Autonoom gebied: Vorstendom Samos          | Grieks: Sámos / Σάμος Osmaans: Sisam Beyliği                                    |

### Portugese niet-onafhankelijke gebieden
| Korte landsnaam (Nederlands)                | Status                                             | Korte landsnaam (oorspronkelijke taal/talen) |
| ------------------------------------------- | -------------------------------------------------- | -------------------------------------------- |
| Cabo Delgado en Niassa                      | Gebied onder beheer van de Companhia do Niassa     | Portugees: Cabo Delgado e Niassa             |
| Kaapverdië                                  | Kolonie                                            | Portugees: Cabo Verde                        |
| Macau                                       | Kolonie                                            | Portugees: Macau                             |
| Manica en Sofala                            | Gebied onder beheer van de Companhia de Moçambique | Portugees: Manica e Sofala                   |
| Portugees-Guinea                            | Kolonie                                            | Portugees: Guiné Portuguesa                  |
| Portugees-Indië (ook wel: Goa)              | Kolonie                                            | Portugees: Estado da Índia Portuguesa        |
| Portugees-Oost-Afrika (ook wel: Mozambique) | Kolonie                                            | Portugees: África Oriental Portuguesa        |
| Portugees-Timor                             | Kolonie                                            | Portugees: Timor Português                   |
| Portugees-West-Afrika (ook wel: Angola)     | Kolonie                                            | Portugees: África Ocidental Portuguesa       |
| Sao Tomé en Principe                        | Kolonie                                            | Portugees: São Tomé e Príncipe               |

### Russische niet-onafhankelijke gebieden
Åland maakte eigenlijk deel uit van Finland, dat weer in personele unie met Rusland was verbonden, maar Åland had sinds de Vrede van Parijs (1856) een internationaal erkende speciale status.
| Korte landsnaam (Nederlands) | Status                                                           | Korte landsnaam (oorspronkelijke taal/talen)                 |
| ---------------------------- | ---------------------------------------------------------------- | ------------------------------------------------------------ |
| Åland                        | Gebied met speciale status                                       | Zweeds: Åland                                                |
| Boechara                     | Protectoraat: Emiraat Boechara                                   | Oezbeeks: Buxoro / Бухоро Russisch: Бухара́ Tadzjieks: Бухоро |
| Finland                      | Grootvorstendom Finland, in personele unie met Rusland verbonden | Fins: Suomi Russisch: Финляндия Zweeds: Finland              |
| Xiva                         | Protectoraat: Kanaat Xiva                                        | Oezbeeks en Russisch: Chiva / Хива Perzisch: Chiveh / خیوه   |

### Spaanse niet-onafhankelijke gebieden
| Korte landsnaam (Nederlands)       | Status         | Korte landsnaam (oorspronkelijke taal/talen)                                  |
| ---------------------------------- | -------------- | ----------------------------------------------------------------------------- |
| Fernando Poo                       | Kolonie        | Spaans: Fernando Pó                                                           |
| Ifni (vanaf 12 november)           | Protectoraat   | Spaans: Ifni                                                                  |
| Río de Oro                         | Protectoraat   | Spaans: Río de Oro                                                            |
| Río Muni                           | Kolonie        | Spaans: Río Muni                                                              |
| Saguia el Hamra                    | Overzees bezit | Spaans: Saguia el Hamra                                                       |
| Spaans-Marokko (vanaf 27 november) | Protectoraat   | Arabisch: Isbāniyā fi-l-Magrib / إسبَانِيَا بالمَغْربْ Spaans: Español de Marruecos |